# Guillem de Berguedà

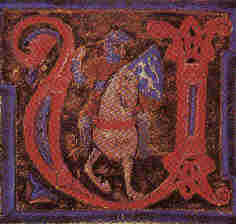
Guillem de Berguedà a cavall; cançoner A

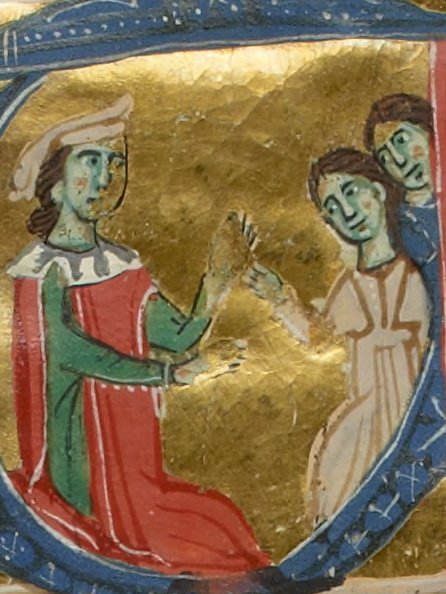
Guillem de Berguedà amb dues dames; BnF ms. 854 fol. 192v, cançoner I

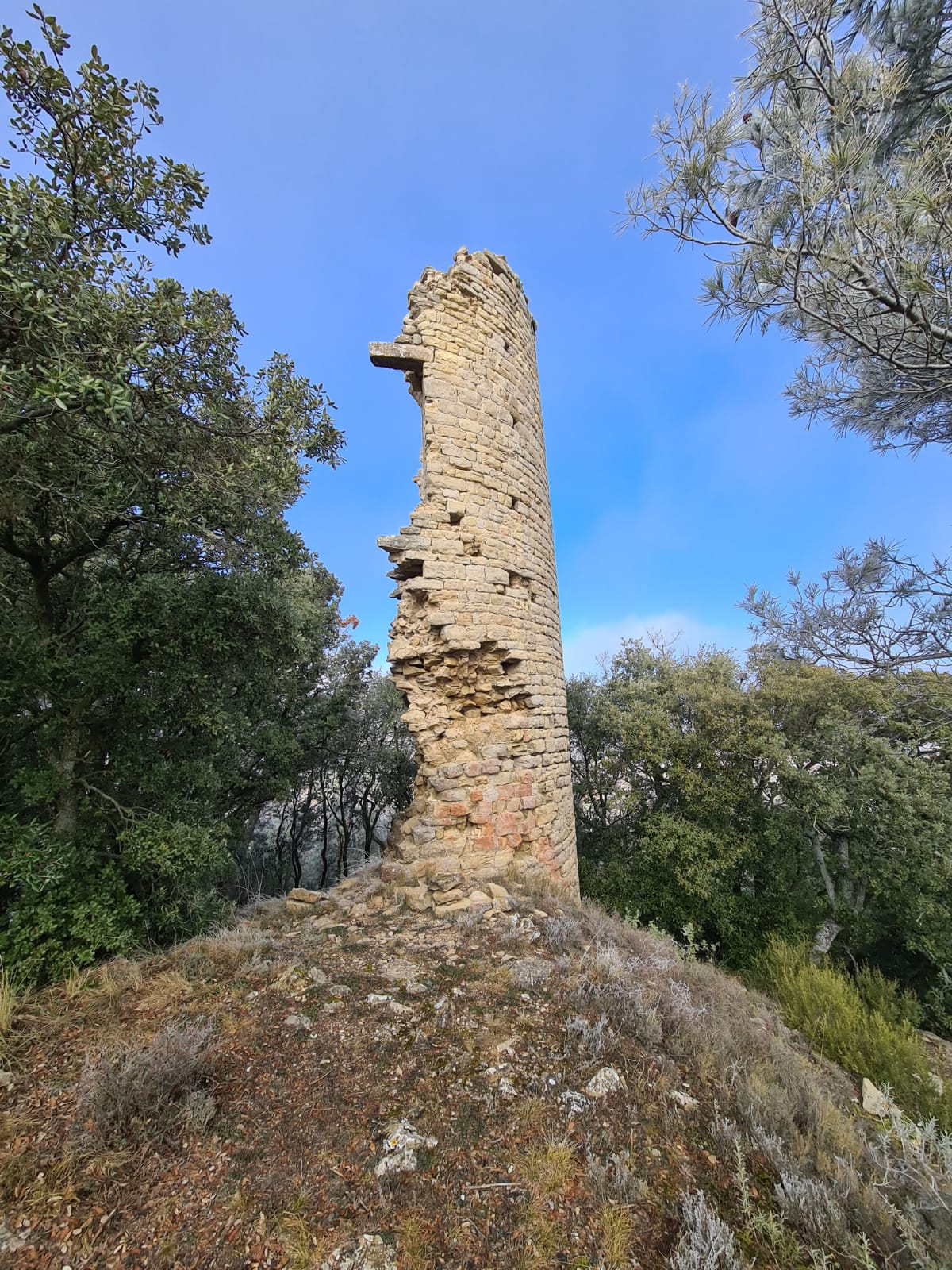
L'única torre que resta del castell de Montmajor. Actualment només queden escassos vestigis dels antics castells de Guillem de Berguedà.

Guillem de Berguedà   (c. 1138 - c. 1198) fou un senyor feudal i trobador català. A part de la informació que ens ofereix la vida de Guillem de Berguedà, que es troba en els cançoners, el que podem conèixer sobre el trobador ens arriba a través de documents de l'època i de les seves pròpies composicions.

## Biografia
El vescomtat de Berguedà depenia del comtat de Cerdanya i les primeres notícies que es tenen dels vescomtes són del segle x. L'any 1131 apareix documentat Guillem de Berguedà, pare del trobador, amb motiu de retre homenatge a Huguet de Mataplana, del qual tenia un feu; però no és fins a 1138 que apareix la primera menció del trobador, quan es veu la seva firma infantil al costat de la del seu pare en un document oficial. Escrits posteriors ens indiquen que tenia tres germans més petits: Ramon, Berenguer i Bernat. Possiblement la infantesa i joventut de Guillem de Berguedà va transcórrer com la d'altres personatges d'aquella època: un temps de formació tant en l'aspecte físic com cultural en una Catalunya que estava encara en procés de formació, amb estret contacte amb els territoris occitans, i en què les disputes internes que s'anaven alternant amb les guerres amb els sarraïns eren el marc de fons.
Alguns sirventesos ens donen notícia del seu empresonament per diversos delictes abans de 1175, però fou aquesta data la que marca de forma clara la seva vida posterior. Els 3 de març d'aquest any matà a traïció, és a dir, de forma no honorable, Ramon Folc III de Cardona, personatge que devia odiar profundament el trobador, que l'havia insultat i humiliat en diversos sirventesos, i contra el qual devia haver utilitzat el gran poder que tenia a Catalunya i en la cort del rei Alfons I sense altres resultats que fer encara més virulents els atacs del trobador i portar-lo finalment a la mort. Les conseqüències de l'assassinat foren immediates, Guillem de Berguedà hagué d'amagar-se i fugir, finalment, de Catalunya i, a més, fou desposseït del títol de vescomte que li corresponia com a fill més gran, encara que heretà les possessions familiars, de les quals mai no en va poder gaudir amb tranquil·litat.
Durant set anys no es troben referències del trobador, encara que podem imaginar la seva vida de fugitiu, sense amics que l'ajudessin per por de les represàlies que podien sofrir i potser també a causa —si realment és veritat el que indica la Vida del Cançoner— del costum de Berguedà de no respectar mullers, filles i germanes; sembla que només li feu costat Arnau de Castellbò, amb qui Berguedà mantingué una relació constant i a qui ajudà i defensà en diverses ocasions. Tot i així, sembla que el trobador podia haver reunit en aquesta època un petit grup d'homes que actuaven fora de la llei pel territori català. També és d'aquesta època el pelegrinatge que feu a Compostel·la.
Durant la dècada dels 80 es torna a trobar documentació sobre el trobador. Així en el testament del seu pare, el 1183, consta com a hereu dels castells de Madrona (conegut com a Castell Berguedà), Casserres, Puig-reig, Espinalbet i Montmajor i el feu que tenia per Hug de Mataplana. A través d'alguns sirventesos del gran trobador provençal Bertran de Born, que era bon amic seu, coneixem l'enemistat que tingué amb el rei Alfons I, tot i que l'any 1185 i següents sembla que havia fet les paus amb el monarca, ja que consta en diverses ocasions en el seu seguici, com en l'entrevista que el monarca celebrà el 14 d'abril de 1185 al castell de Najac de Roergue amb el rei i també trobador Ricard I Cor de Lleó, en aquell moment duc d'Aquitània i comte de Poitiers i més tard rei d'Anglaterra (1189), per tal de reforçar la seva aliança contra el comte de Tolosa.
Del 1187 es conserva el testament original de Guillem de Berguedà, en què deixa el castell de Puig-reig i el lloc de Fenollet a l'orde del Temple, mentre que la resta de possessions, excepte alguns béns menors que hauran d'anar a l'orde de l'Hospital, passaran al seu germà Berenguer, que n'haurà de donar una quarta part a Bernat. Tot plegat ho retindran els frares del Temple fins que siguin pagats els deutes que el testador havia contret. Els testament ens indica, com ja hem insinuat, el poder feudal i econòmic del trobador: cinc castells amb cavallers i vassalls i les terres corresponents, diversos llocs i masies a l'Alt i Baix Berguedà, feus a la Cerdanya, i drets a Caldes i Sentmenat del Vallès. El document també ens permet deduir que no s'havia casat i que no tingué descendència directa reconeguda.
Un cop signat el testament desapareix de la mainada real i el tornem a saber enemistat amb el rei Alfons I, a qui escarneix en un sirventès. El 1190, Guillem de Berguedà ofès amb el rei i odiat per l'arquebisbe de Tarragona, anuncia en un sirventès adreçat al seu amic Arnau de Castellbò que es dirigeix a la cort d'Alfons VIII de Castella, en aquell moment aliat al rei de Navarra contra Alfons d'Aragó.
Els darrers anys de la vida del trobador es caracteritzen per la seva intervenció en les lluites feudals en territori català, principalment en les que tingueren el vescomte Arnau de Castellbò i Ponç de Cabrera contra el rei i el bisbe i el comte d'Urgell. L'any 1195, el seu amic Bertran de Born, que com ell havia lluitat i provocat moltes discòrdies, manifestà en un poema el seu penediment per la vida que havia portat i demanava a Berguedà que reflexionés sobre el passat i seguís el seu exemple. Poc cas d'aquests versos va fer el trobador, que continuà amb les seves disputes, encara més sol i més perseguit que en altres temps, però al mateix temps més amenaçador que mai. I tan violentament com va viure va morir, assassinat per un soldat que segurament complia les ordres d'algun dels seus enemics. La mort ocorregué aproximadament l'any 1196.

## Obra
Es conserven 31 poesies de Guillem de Berguedà, més una d'atribució dubtosa.
Normalment quan es parla de les composicions dels trobadors se solen agrupar —si es pot— en cicles de cançons de lloança a determinades dames. En el cas de Guillem de Berguedà és impossible fer-ho d'acord amb l'amor; sí que es pot fer, en canvi, d'acord amb l'odi. Així podem parlar de tres cicles de sirventesos:
- 3 contra Pere de Berga. Veí seu, amb el qual tingué problemes pels límits de les terres i d'altres tipus dels quals és difícil determinar l'origen. Canta la seva dona mentre ridiculitza i l'ataca a ell, a qui tracta d'avar, traïdor, cornut, etc.: «A vós em lliuro bona dona de Berga, vós sou or pur i el vostre marit merga», diu al final d'un dels sirventesos.
- 4 contra Arnau de Preixens, bisbe d'Urgell. Aquest prelat estava enemistat amb Arnau de Castellbò, amic del trobador. Guillem de Berguedà fa servir en aquestes composicions el vocabulari més cru i obscè de tota la literatura trobadoresca, sense eufemismes ni retòrica de cap tipus, sense gairebé ironia sinó amb l'insult directe acusa el bisbe de violador (cita noms i llocs concrets i qui va socórrer la víctima per tal de donar més versemblança a les acusacions), també l'acusa d'homosexual i eunuc. Tot plegat, com es pot veure, ens mostra un odi en què qualsevol paraula i argumentació és vàlida per acabar amb el bon nom de l'eclesiàstic, sense que la lògica sigui un entrebanc a tenir en compte; i per si l'exposició dels fets no fos suficient, també demana a l'arquebisbe de Tarragona (amb qui posteriorment tindrà enfrontaments) que el deposi del seu càrrec.
- 4 contra Ponç de Mataplana, personatge d'una família de la qual els Berguedà depenien per raó de certs feus. Malgrat els insults dels sirventesos, centrats majoritàriament en l'aspecte físic i la suposada homosexualitat del personatge, en la mort de Mataplana li dedica un plany que es considera dels més sincers de la poesia dels trobadors.

La resta de la seva obra la componen diversos sirventesos: contra el rei Alfons I, Ramon Folc de Cardona, etc.; i, a més, altres composicions com cançons, tençons, partiments, o el plany que va dedicar a Ponç de Mataplana un cop va morir.
Es considera un trobador d'estrofisme força original, imitat pels trobadors posteriors, i d'un domini important del vers.

## Textos
Es començarà amb els tres cicles de sirventesos que s'han esmentat més amunt. En primer lloc, la poesia contra Pere de Berga. Cal fer notar com Estefania, la muller de Pere Berga i el mateix marit apareixen denominats com a «Sogres». Potser el trobador fa referència a un matrimoni amb una filla dels seus veïns que no es va arribar a realitzar per culpa del pare, o els considerava sogres perquè havia tingut relacions amb una filla seva? Sigui com sigui, el tractament donat als esposos és completament oposat: un dels temes del sirventès insisteix en elogis a Estefania, mentre recorda les banyes que el trobador ha posat a Pere de Berga. Que això sigui veritat o no és fàcil de concretar; el cert és, però, que en altres sirventesos fa les mateixes afirmacions. Realitat, ficció per aconseguir la desqualificació del seu veí?
| I Trop ai estat sotz coa de mouton que non chantiei de ma dompna Ma Sogra, de la gensor que anc noiris en terra bocha e front et huoils clars e rizens. ......................................... E, fe qu·us dei, midonz, lo pros de Berga, et acuoil gen e coindej'et alberga. II E no.us cuidetz q'ieu m'oblit lo cordon qe·m det l'autrier de sa gonella groga, per qe.l maritz et eu·ns mesclem de gerra, don eu n'ai faitz mains bos envazimens e mains assautz, don Mos Sogr'es dolens, e·m cuidet dar l'ostal de Na Ramberga: mieus fo·l gazains la nuoit, qui.s vol s'i perga. III E prec Ihesu q'ira ni mal no.m don, ni gauch ni ben a·N Cogot de Savoga, tro qe·ns vejam plan en comb'o o en serra rengat amdui ab totas nostras gens; e parr'adoncs cals es lo plus valens ni cals ferra mieills de sa Schirimberga, que non es jorns per s'amor non la terga. IV Gen li pausiei los corns el capironm que tota ren pot hom dir mentre·is joga; et al partir ac tal corneill'esquerra que tornarai sans e sals e gauzens a la meillor e que es plus valens; e per m'amor prec li que non s'esperga, qu'eu vauc vezer lo rei navar part Lerga. V A Mon Sogre trametrai ma chansson, que par judieu q'iesca de sinagoga; e porta la·m, qui no·t clau o no·t serra, tu, Montanier, e non estias lens, qe riran en cavalliers e sirvens: tal mil diran que Ihesus lo somerga; c'usqux dira q'ieu meillur et enderga. VI A vos m'autrei, bona dompna de Berga: vos etz fins aurs, e vostres maritz merga. | I He estat massa sota cua de moltó sense cantar de madona ma Sogra, de la més gentil que mai nodrí en terra boca i front i ulls clars i riallers. ...................................................... I, per la fe que us dec, mon senyor, la noble de Berga, i acull gentilment i complau i alberga. II I no us imagineu que jo m'oblido del cordó que em donà l'altre dia de la seva gonella groga, pel qual el marit i jo ens barrejarem en guerra, en què jo he fet molt bones escomeses i molts assalts, pels quals mon Sogre està dolgut, i s'imagina donar-me l'hostal de Na Ramberga: meu fou el guany durant la nit, qui vulgui hi perdi. III I demano a Jesús que ira i mal no em doni, ni goig ni bé a En Cogot de Savoga, fins que ens veurem clarament en coma o en serra arrenglerats ambdós amb totes nostres gents; i es palesarà aleshores qui és el més valent i qui copejarà millor amb sa xirimberga, perquè no hi ha dia que pel seu amor no l'eixugui. IV Gentilment li vaig posar les banyes al caperó, que tothom pot dir-ho mentre es juga; i en separar-nos tingué tal cornella esquerra que tornaré sa i estalvi i joiós a la millor i que és més valuosa: i pel meu amor li prego que no es desficiï, que jo vaig a veure el rei navarrès enllà de Lerga. V Al Meu Sogre trametré ma cançó, que sembla jueu que isca de sinagoga; i porta-me-la, si ningú no et tanca o et barra el pas, tu, Montaner. I no siguis lent, perquè en riuran el cavaller i el servent: mil d'ells diran que Jesús el submergí; i cadascú dirà que jo millor m'eleví. VI A vós m'atorgo, bona dama de Berga: vós sou or fi, i vostre marit merga. |

A continuació altre sirventès on el destinatari comença sent Pere de Berga, però ràpidament el poema deriva cap al bisbe d'Urgell, Arnau de Preixens, la qual cosa ens mostra com Berguedà podia fàcilment lluitar, ni que fos dialècticament contra més d'un enemic. Fixeu-vos que un començament relativament suau dona pas a un gran virulència, i hem de pensar que a una bona dosi d'imaginació, quan el trobador parla del priapisme del bisbe i detalla el perill de mort en què es trobà la noia violada.
| I Chansson ai comensada que sera loing cantada en est son vieil antic que fetz n'Ot de Moncada anz que peira pausada fos el clochier de Vic. II E per tal l'ai moguda que guerra m'es creguda de Mon Sogr'ab front pic, et er per loing saubuda, q'ieu non tem gab ni bruda de nuill mon enemic. III Ja Dieus noca·.m don Poilla ni·l fort castell d'Anoilla, ni·l palaitz d'Ostalric, s'anz que chant la granoilla no·il trac vieich e la coilla del bisbaz fals mendic. IV Per Dieu, be·m tenc per rosa si l'anel e la crosa, pois es mon enemic, no·il tuoill abde sa bosa, don tantz conz enterrosa, ab un palm de l'espic. V Tota nostra lei torba est bisbatz nas de corba ab son malvatz prezic; tant fort fot et encorba, so·m dis Girautz de Jorba, Bernarda mieichpartic. VI Morta fora si·l metge non fos que venc d'Usetge, qe·l menjan li cosic; tal colp li det sotz petge, c'a pauc no·il parec fetge, que caubra·i un bertic. | I Cançó he començada que serà lluny cantada en aquest so vell antic que va fer n'Ot de Montcada abans que pedra posada fos al campanar de Vic. II I per això l'he iniciada perquè guerra m'ha sorgit amb Mon Sogre de front punxegut, i serà lluny sabuda, que jo no temo fatxenderia i jactància de cap enemic meu. III Que Déu mai no em doni Espoia, ni el fort castell d'Anoia, ni el palau d'Hostalric, si abans que canti la granota no arrenco la verga i l'escrot del bisbàs fals i miserable. IV Per Déu, bé em tinc per rossí si l'anell i la crossa, ja que és el meu enemic, no li prenc juntament amb la seva bossa, amb la qual tants conys enterrossa, amb un pam de l'espigall. V Tota la nostra llei torba aquest bisbàs nas de corba amb son malvat predic: tan fort fot i encorba, això em digué Guerau de Jorba, que migpartí Bernarda. VI Fora morta si el metge no hagués vingut d'Osseja, que li cosí el mitjà; li donà tal cop sota el pit, que per poc no li surt el fetge, que li hauria cabut una vara. |

I directament al bisbe d'Urgell, de qui continua escrivint sobre la magnitud de la seva verga, que fa servir no només amb les dones, sinó també amb els homes. Continuen els noms propis per donar més versemblança als fets narrats i les exageracions habituals. Finalment demana la mort del criminal i la intervenció de l'arquebisbe de Tarragona perquè deposi el mal bisbe del seu càrrec.
| I Un sirventes vuoill nou far en rim'estaign d'un fals coronat d'Urgel, cui Dieus contraigna, que porta major matrel d'un mul d'Espaigna; tant l'a gran que sol comtar m'es affan, que femna a qui·l coman non sera sana d'un an. II C'a mi·n venc a Berguedan un'a la porta a cui a·l bisbatz mezels la filla morta, c'anc no·il det ab son bausan mas una tora com a tor, si que la tela del cor li rompet dinz e defor; c'a mi s'en clamet sa sor. III E n'Arnaut n'auzi clamar, cel de Nahuga, q'era si espes e gros que tot l'enbuga, sia dreitz o sia tortz, desus li puga sobre·l dos, si q'eras l'a preing e gros; qe'N Raimons de Boixados m'o ditz e·N Arnautz d'Alos. IV D'aest bisbe non es jocs, c'omes enpreigna, mas c'om lo meta en foc e l'arda ab leigna; ai Dieus, si ja veirai....................... Aicel jorn que l'empeisses dinz un forn e qe·il trasses tot entorn sagetaqs ab arc d'alborn! V l'arcivesque pregarai de Terragona e no.l tenrai per leial s'aisso no.m dona: q'el lo toilla del porpal e que.l depona, . l mescrezen, qe.z homes fot en dormen, q'ieu o sai ben veramen, q'enpreinatz n'a mais de cen. | I Vull fer un nou sirventès en rima estranya d'un fals coronat d'Urgell, que Deu esgarri, que porta major martell que un mul d'Espanya; tant el té gran que només contar-ho em costa, perquè la dona a qui l'encomani no serà sana en un any. II Perquè a mi em vingué un a la porta de Berguedà al qual el bisbe mesell ha mort la filla, encara que no li donà amb el seu bausà mes que una escomesa com un toro, de manera que la tela del cor li rompé per dins i per fora; de la qual cosa se'm queixà a mi la seva germana. III I a n'Arnau,el de Naüja, vaig sentir queixar-se'n, que era tan gruixut i gros que tot l'empastifà, sigui dret o sigui tort, a sobre li pujà sobre el dors, així que ara el té prenyat i gros; que en Raimon de Boixadors m'ho ha dit i n'Arnau d'Alòs. IV Amb aquest bisbe no s'hi valen jocs, perquè emprenya homes, sinó que cal que hom el llenci al foc i el cremi amb llenya; ai Déu, si veuré................................ El dia que l'empenyi dins un forn i que li dispari a tot l'entorn sagetes amb arc d'alborn! V Pregaré l'arquebisbe de Tarragona i no el tindré per lleial si això no em dona: que li llevi la porpra i que el deposi, el malcreient, que els homes fot mentre dormen, que jo ho sé ben certaqment perquè n'ha emprenyat més de cent. |

Possiblement el sirventès que figura en més antologies de la literatura catalana sigui «Cansoneta leu e plana» (1172). Es tracta d'una composició contra Ponç de Mataplana que es pot considerar modèlica en diversos aspectes. En primer lloc, des del punt de vista del lector actual, pràcticament no necessita traducció, és una mostra evident de l'anomenat «trobar leu» que s'acosta a la poesia popular. Té, a més, una estructura temàtica molt equilibrada: en les tres primeres estrofes se centra en el lamentable aspecte físic de Mataplana i les dues darreres critiquen la seva moralitat. I al llarg de tot el sirventès, els dos versos del refrany que exposen el motiu principal: la poca fiabilitat (la traïdoria, l'engany) com a característica principal del personatge. En conjunt, però, el que cal remarcar és que possiblement aconseguí allò que pretenia: fer de Ponç de Mataplana un personatge còmic, ridícul, grotesc; i no hi ha res més efectiu per aconseguir la desqualificació d'algú que fer que la gent no se'l prengui seriosament. Així doncs, aquest personatge amb un braç immòbil, amb una boca desdentada i amb uns costums llicenciosos, ha perdut, possiblement, el respecte de tothom. I tot això sense necessitat de fer servir la duresa amb què Berguedà s'acarnissava amb el bisbe d'Urgell.
| I Cansoneta leu e plana, leugereta, ses ufana, farai, e de mon Marques del traichor de Mataplana, q'es d'engan farsitz e ples. A, Marques, Marques, Marques, d'engan etz farsitz e ples. II Marques, ben aion les peiras a Melgur depres Someiras, on perdetz de las dentz tres; no.i ten dan que las primeiras i son e non paron ges. A, Marques, Marques, Marques, d'engan etz farsitz e ples. III Del bratz no.us pretz una figa, que cabreilla par de biga e portatz lo mal estes; ops i auria ortiga qe.l nervi vos estendes . A, Marques, Marques, Marques, d'engan etz farsitz e ples. IV Marques, qui en vos se fia ni a amor ni paria; guardar se deu tota ves qon qe.z an: an de clar dia, de nuoitz ab vos non an ges. A, Marques, Marques, Marques, d'engan etz farsitz e ples. V Marques, ben es fols qui.s vana c'ab vos tenga meliana meins de brajas de cortves; et anc fills de crestiana pejor costuma non mes. A, Marques, Marques, Marques, d'engan etz farsitz e ples. | I Cançoneta lleu i plana, lleugereta, sense pretensions, jo faré del meu Marquès, del traïdor de Mataplana, que és d'engany farcit i ple. Ai, Marquès, Marquès, Marquès, d'engany sou farcit i ple. II Marquès, bé hagin les pedres, a Melgur, prop de Someires, on perdéreu tres de les dents; no tenen cap dany que les primeres encara continuen allò i no ho sembla gens. Ai, Marquès, Marquès, Marquès, d'engany sou farcit i ple. III Pel braç no us dono una figa, que sembla cabiró de biga i el porteu mal estès; es necessitaria ortiga que el nervi us estengués Ai, Marquès, Marquès, Marquès, d'engany sou farcit i ple. IV Marquès, qui en vós confia no té amor ni companyia; ha de gaurdar-se sempre en qualsevol ocasió: sigui de dia i de nit no vagi en vós de cap manera. Ai, Marquès, Marquès, Marquès, d'engany sou farcit i ple. V Marquès, és ben boig qui es vana de fer migdiada amb vós sense calces de cordovà; i mai fill de cristiana pitjor costum no ha permès. Ai, Marquès, Marquès, Marquès, d'engany sou farcit i ple. |

I encara un altre sirventès contra Ponç de Mataplana. En aquesta ocasió, tot continuant amb els temes de la composició anterior, Berguedà fa referència a una trobada entre tots dos, de la qual sortí malparat Mataplana, i afegeix al·lusions a la seva covardia, gasiveria i a les banyes que porta.
| I Amics marques, enqera non a gaire q'ieu fi de vos coinda cansson e bona, mas ancar n'ai en talan autr'a faire, puois mos cosseills m'o autrej'e m'o dona; q'a Sailforas viron miei enemic l'anta q'ieu.s fi e.l afan e.l destric, qu.el camp N'Albert laissetz l'elme per tasca: si fossetz calvs tuich vos virant la rasca. II Q'ieu vos cuidei d'entrams los arssos traire, si.us empeissi ab ma lanssa gascona c'al encorbar, sitot vos etz gabaire, ditz qe.l vos vi.N Guillems de Savassona, q'en las bragas vos tengront per mendic li canorge e li borges de Vic. Amics Marques, si mala gota.us nasca, si esser pot, meillors n'aiatz a Pasca. III Ja del tornei no.us cal gabar ni feigner c'anc non valc tant Rotlans a Serragosa: et eu.s autrei que no m'en cal destreigner, que mort m'agratz si.l lanssa non fos mosa, que planamen mi detz tal colp su.l fron que rire.n fetz En Guillem de Clarmon: tuich vostre'amic crideron: Mataplana!, Tro lor membret qe.l man aviatz vana. IV Amics Marques, si.l colp pocsetz enpeigner mort agratz cel qe.ls maritz escogossa, lo cortes drut qe.ls corns sap far enpeigner e non tem glat ni crit ni huc de gossa, gerra ni fais, ni barieira ni pon, anz es plus gais que raineta en fon, que ses aiga non poiria star sana plus q'ieu d'amor un jorn de la setmana. V Marques, escriut pot el fer de ma lansa c'om no-fesatz non pot aver guirensa; e pois vers es, podetz n'aver doptansa, c'anc plus traicher de vos non pres naisensa; neus Mos Sogres, que de Barc¡salones porta las claus d'engans e de no-fes, vas vos no.n sap lo traich d'una batzola: per so amdoi legitz en un'escola. VI Raimon de Paz, mon sirventes romansa a.N Nas-de-corn, e non aias temenssa, que plus volpill no.n a d'aqui en Fransa, ni plus coart, si eu ai conoissenssa; que cinc anz a non donet colp ni pres en l'escut d'aur en què laq dompna es, ni en tornei non capusa ni dola, anz ten per fol qui sas armas l'afolla. | I Amic Marquès, encara no fa gaire que jo vaig fer de vos cançó graciosa i bona, mes encara tinc la intenció de fer-ne una altra, ja que el meu seny m'ho atorga i m'ho consent; perquè a Sentfores veieren els meus enemics la vergonya, l'afany i el dany que us vaig fer, perquè al camp de n'Albert deixàreu l'elm per tribut: si fóssiu calb tots us haurien vist la tinya. II Que jo vaig estar a punt de treure-ús d'ambdós arçons i us vaig empènyer amb la meva llança gascona que al encorbar-vos, encara que sou fanfarró, diu que us veié en Guillem de Savassona, que per les bragues us tingueren per roí els canonges i els burgesos de Vic. Amic Marquès, així mala gota us neixi, si pot ser, tingueu-ne millors per Pasqua. III Del torneig no us cal ufanar ni vantar perquè no valgué tant com Rotllà a Saragossa: i jo us confesso que no em cal preocupar, que m'hauríeu mort si la llança no fos esmussada, perquè clarament em donàreu tal cop sobre el front que féreu riure en Guillem de Claramunt: Tots els vostres amics cridaren: Mataplana!, Fins que es recordaren que teníeu la mà inútil. IV Amic Mataplana, si el cop haguéssiu pogut augmentar haguéssiu mort aquell que els marits fa cornuts, el cortès amant que les banyes sap fer créixer i no tem clapit ni crit ni lladruc de gossa, guerra ni feix, ni barrera ni ni pont, sinó que està més content que granoteta en font, la qual sense aigua no podria estar sana més que jo sense amor un dia de la setmana. V Marquès, escrit porto al ferro de ma llança que home sense fe no pot tenir cura; i com que això és cert, podeu tenir-li por, perquè més traïdor que vós mai no nasqué; fins i tot mon Sogre, que del Barcelonès porta les claus d'enganys i deslleialtats, comparat amb vós no sap ni la maçola d'una matraca: perquè tots dos heu estudiat a la mateixa escola. VI Ramon de Pau, recita el meu sirventès a en Nas-de-corn, i no tinguis por, perquè no hi ha més poruc d'aquí fins a França, ni més covard, en el meu coneixement; que cinc anys fa que no donà ni rebé cop en l'escut d'or on és la dama, ni en torneig no ribota ni dola, sinó que té per boig qui malmet les seves armes. |

Les relacions de Berguedà amb el rei Alfons I foren tumultuoses. Tan aviat es troba incondicionalment al seu costat com el critica i lluita contra ell, en una vida que transcorregué paral·lela, ja que és possible que tots dos morissin el mateix any. En el sirventès que llegireu seguidament, Guillem de Berguedà es trobava empresonat i demanaval seu rei, mitjançant aquesta composició, que l'alliberés. Fixeu-vos com la presó no li va treure l'orgull ni la fatxenderia habituals: en lloc de mostrar una actitud de penediment per malifetes passades, adverteix el rei que no faci cas de tres personatges que seran parcials en la seva valoració a causa d'haver-los posat banyes. Tots tres ja són coneguts nostres, es tracta de Pere de Berga, R. Folch de Cardona i Guillem de Claramunt, important conseller del monarca amb qui semblava tenir bones relacions als sirventès anterior; també apareix Ponç de Mataplana, a qui no podia dir que havia posat banyes a causa de l'homosexualitat que li havia atribuït. En l'estrofa final, Berguedà retorna a un to més d'acord amb les seves circumstàncies per demanar a alguns personatges de la seva confiança que intercedeixin per ell davant del rei.
| I Joglars, no.t desconortz e vai t'en d'espero -no.i gartz agurs ni sortz- vas lo rei d'Arago, qe.m traga de preiso; que ja, pois serai mortz, no.m tenra dan ni pro. II No.i gart colpas ni tortz en aquesta sazo; e qan serai estortz, si.m vol metr'ochaiso, non a vassal tant bo de Tortosa als ports no.il torn son oc e no. III E no.n get Mon Marques, ni.N Guillem de Clarmon, ni.l Vescomt mal apres, ni.l qart, si ven d'amon, q'a totzdic ad un fron: "Reis, anc no fi qe.us pes, mas lo maritz aon." IV D'aqestz n'i a tals tres c'ablor moillers ai jon, et abeurat cen vetz mon caval a lor fon, e passatz a lor pon amdos mos palafres, q'am mais que Agremon. V A.N Arnaut, mon cosi, et a.N Hugo d'Aveu, joglars, comtae di, et a.N Bascol Romeu, que pregon lo lur Dieu lo bon rei palaizi qe.m trag'o qe.m maleu. | I Joglar, no et desesperis i vés-te'n esperonant -no observis auguris ni sorts- cap al rei d'Aragó, que em tregui de la presó; que ja, un cop seré mort, no em farà dany ni profit. II No tingui en compte culpes ni errors i quan seré lliure, si em vol acusar si em vol acusar, no té vassall tan bo de Tortosa als ports que no li torni el seu «sí» en «no». III I no excloc Mon Marquès, ni en Guillem de Claramunt, ni el Vescomte maleducat, ni el quart, si ve d'amunt, que a tots dic a la cara: "Rei, mai no vaig fer res que us pesés, però els marits deshonro." IV D'aquests n'hi ha tres que amb llurs mullers he jagut, i he abeurat cent vegades mon cavall en llur font, i he passat per llur pont els meus dos palafrens, que m'estimo més que Agramunt. V A n'Arnau, mon cosí, i a n'Hug d'Aveu, joglar, conta i digues, i a en Bàcol Romeu, que preguin en nom de Déu al bon rei palatí que em tregui o que em rescati. |

Amb motiu de la mort de Ponç de Mataplana el 1185, Guillem de Berguedà li va dedicar un plany que es considera dels més sincers que es poden trobar en la literatura trobadoresca. Fugint dels esquemes convencionals, el sempre orgullós Berguedà s'acusa —i no en tenia necessitat— d'haver mentit en tot el que havia dit anteriorment sobre Mataplana, de no haver anat en auxili seu en el moment de la desgraciada mort i, a la darrera estrofa, desitja que el seu destí sigui una mena de paradís terrenal —molt diferent del concepte de cel ortodox— en què Mataplana es trobi amb els amics del trobador que ja són morts i amb aquells herois inqüestionables a l'època, i sense que faltin unes «dames gentils» perquè la felicitat sigui completa. Potser, doncs, els sirventesos anteriors tenien molts components de pura retòrica? Realment el trobador era un personatge que en casos extrems tenia necessitat de mostrar la seva noblesa? Podia compensar amb aquest plany, d'alguna manera, el mal que abans havia causat al seu enemic? O, potser, l'objectiu del plany era simplement establir millors relacions amb els descendents del marquès.
| I Consirós cant e planc e plor pel dol qe.m a sasit et pres al cor per la mort Mon Marqes, En Pons, lo pros de Mataplana, qi era francs, larcs e cortes, e an totz bos captenimens, e tengatz per un dels melhors qi fos de San Marti de Tors tro...et la terra plana. II Loncs consiriers ab greu dolor a laisat e nostre paes ses conort, qe no.i a ges En Pons, lo pros de Mataplana; paians l'an mort, mais Dieu l'a pres a sa part, qe.l sera garens dels grans forfatz et dels menors qe.ls angels li foron auctors, car mantenc la lei cristiana. III Marqes, s'eu dis de vos follor, ni motz vilans ni mal apres, de tot ai mentit e mespres c'anc, pos Dieu basti Mataplana, no.i ac vassal qe tan valges, ni qe tant fos pros ni valens ni tan onratz sobre.ls aussors; jas fosso ric vostr'ancesors; e non o dic ges per ufana. IV Marqes, la vostra desamor e la ira qu'e nos dos se mes volgra ben, se a Dieu plages, ans qu'eissisetz de Mataplana, fos del tot país per bona fes; qe.l cors n'ai trist e.n vauc dolens car no fui al vostre socors qe ja no m'en tengra paors no.us valges de la gent truffana. V E paradis el luoc melhor, lai o.l bon rei de Fransa es prop de Rolan, sai qe l'arm'es de Mon Marqes de Mataplana; e mon joglar de Ripoles, e mon Sabata eisamens, estan ab las domnas gensors sobr'u pali cobert de flors, josta N'Olivier de Lausana. | I Consirós canto, planyo i ploro pel dolor que m'ha pres i s'ha emparat del meu cor per la mort de Mon Marquès, En Ponç, el noble de Mataplana, que era franc, liberal i cortès i amb tots els bons capteniments, i tingut per un dels millors que hi hagué de S. Martí de Tours a [Lleida] i la terra plana. II Grans angoixes amb greu dolor ha deixat, i el nostre país sense consol, car ja no existeix Ponç el noble de Mataplana: pagans l'han mort, però Déu se l'ha endut al seu costat i li serà indulgent dels pecats, grans i petits, perquè els àngels li foren testimoni que mantingué la llei cristiana. III Marquès, si vaig dir de vós follies i mots vilans i mal apresos, en tot he mentit i errat, car mai, des que Déu bastí Mataplana, no hi hagué vassall que tant valgués ni que fos tan noble ni tan valent, ni tan honrat sobre els més elevats, per molt rics que fossin els vostres avantpassats; i no ho dic gens per ufana. IV Marquès, el vostre desamor i la ira que es mesclaren entre nosaltres dos bé voldria, si a Déu hagués plagut, que abans que eixíssiu de Mataplana s'haguessin convertit en completa pau i bona fe; ja que en tinc el cor entristit i n'estic adolorit perquè no vaig acudir al vostre auxili; car la por no m'hauria impedit ajudar-vos contra la gent enganyosa. V Del paradís al millor lloc, allà on el bon rei de França es troba prop de Rotllà, sé que l'ànima està de mon Marquès de Mataplana; i el meu joglar del Ripollès i també el meu Sabata junts, són amb les dames gentils, sobre una catifa coberta de flors, al costat d'Olivier de Lausana. |

Com ja s'ha dit, tan aviat amic com enemic del rei Alfons, Berguedà li escriví aquest sirventès en què es barregen els aspectes amorosos amb els polítics. Observeu com el trobador demana ajuda exterior per vèncer el seu rei que, segons ell, ha obrat malament.
| Reis, s'anc nuill temps foz francs ni larcs donaire ni encobitz per las autrui moillers, penedenssatz vos en cum hom pechaire, queras lor etz enemics e gerriers; e parec ben organ al primier cors que vos vim far a las primieiras flors, per que dompna, soimais vos a bon cor, de vostra'ver vol creiser son tresor. II Reis, si fos vius lo pros coms, vostre paire, non feira pas, per mil marcs de deniers, la Marquesa far fondejar ni traire aissi cum faitz vos e vostres archiers. Na Sibiuda trai per un dels auctors, cui vos ametz et ill vos fetz amors, que, si non met En Raimons de Timor, plus durs lera que frusca q'eis] del tor. III E puosc vos dir planamem mon vejaire, reis deschausitz, ben a dos ans entiers, e pot vos hom ben mostrar e retraire la comtessa q'es dompna de Beders, a cui tolguetz, qan vos det sas amors. doas ciutatz e cent chastels ab tors: de tot en tot era de perdre dor tro.l de Saissac i mes autre demor. IV Reis castellans, qetz en luoc d'emperaire: aissi cum etz rics de totz bos mestiers, mandatz viatz per tot vostre repaire vostras grans ostz a flocs et a milliers; e faitz nos sai un avinen socors, per que totz temps naiatz pretz e lauzors; q'a Lerida vej'om dinz e defor los fums de lost, e nos de Montesor. V Coms de Tolsan, parton se las amors s'a Marquesa non faitz calque socors, que val trop mais non fetz Elionor: eras parra si l'amatz de bon cor. | I Rei, si fóreu en altre temps franc i liberal donador. tot desitjant dels altres les mullers, penediu-vos com un home pecador, perquè ara sou llur enemic i guerrejador; i és feu ben palès enguany a la primera incursió que vau emprendre a les primeres flors: si alguna dama us ha donat el cor, és que vol que augmenteu el seu tresor. II Rei, si fos viu el noble comte, vostre pare, no faria pas, per mil marcs de diners, que la Marquesa fos fonejada i disparada tal com feu vós i fan vostres arquers. Com Na Sibília tinc avaladors, a qui estimàreu i us omplí d'amors, cosa que, si no menteix En Ramon de Timor, més dur li fou que trompada que surt del toro. III I us puc dir planament la meva opinió, rei envilit, ja fa dos anys sencers, i pot hom bé mostrar i retreure la comtessa, que és senyora de Besiers, a qui robàreu, quan us donà el seu amor, dues ciutats i cent castells amb torres: estava del tot a punt de perdre l'or fins que el de Saissac hi posa més demora. IV Rei castellà, que sou en lloc de l'emperador: així com sou tan ric en bons mesters, envieu aviat per tot vostre domini les vostres grans hosts a munions i a milers, i doneu-nos un apropiat socors, per tal que sempre tingueu mèrits i lloances; que des de Lleida hom vegi dintre i fora els fums de l'host que es veu de Montessor. V Comte de Tolosa, s'allunyen els amors, si a la Marquesa no presteu socors, ja que ella val molt més que no valgué Elionor: ara es veurà si l'estimeu de cor. |

Segurament aquesta és una de les poesies en què es pot copsar millor la personalitat i l'estat d'ànim canviant de Guillem de Berguedà. Fruit de les seves constants fugides, podem veure un cortesà cansat, decebut amb el seu rei que ha fet cas d'aquells que no aprecien el trobador i que l'obliga a marxar de la cort i refugiar-se a Castellà, on diu el trobador que trobarà millor rei; al mateix temps, però, espera una última oportunitat per quedar-se, només necessita un petit gest, una paraula del rei, que ell és massa orgullós per demanar directament. Tot el poema traspua un sentiment de recança que recorda algunes composicions que més tard escriuran alguns poetes catalans medievals o del Renaixement.
| I Un sirventes ai en cor a bastir que trametrai a·N Sanchon en Espaigna, c'ab mon seignor me cuich desavenir car no m'acuill en sa bona compaigna; e non per tort ni per colpa q'ieu aia, mas car el cre q'al arcivesque plaia; e puois li platz q'ieu m'en an a cubert, a seguir m'er la via d'En Robert, II astivamen, q'ieu non puosc remanir ni aus estar en plan ni en montaigna, ni ai amic c'ab si m'aus retenir, coms ni vescoms ni comtors que re·m taigna; per que mos cors es marritz e s'esmaia. E pois lo reis cre de mi gen savaia, vau m'en als turcs, e no·ill er mais sofert, e non aura a son dan plus espert. III E si no fos la bella cui desir, que chascun jorn conquier pretz e gazaigna e·ls bels semblans qe·m fai -qand la remir- vejaire m'es ja mais jois no·m sofraigna-, cinc anz aura a la calenda maia que m'agra·l reis que ten Bordels e Blaia, malgrat d'aicels qe·m volont mal cubert, dels tres seignors e d'En Dalmaz de Biert. IV A mon seignor puosc ben gabar e dir que no·il reman el comtat de Sardaigna mieiller vassals; e cel qe·m fai partir de s'amistat Dampnidieus lo contraigna. E vos, dompna, reina pros e gaia, emperairitz, non cuietz q'ieu m'estraia de vos amar, anz dic en descobert que vostr'om sui en plan et en desert. V Reis castelans, vas vos mi volv e·m vir, car so dauratz c'autra poestatz stagna, e pot vos hom per lo meillor chausir q'es dal Peiron tro sus en Alamaigna; car lai etz pros on autre reis s'esmaia e valetz mais on hom plus vos assaia, c'a tot lo mon tenetz donar ubert, e qui mais val, mais de bes l'en revert. VI A Mon Tristan, que ben a e mieils aia, tramet mon chan, e si·l guizerdon pert, seguit aurai lo trayn del lazert. VII Ha, Castelbon! Deus vos don re qe·us plaia, e membre vos dels quatre filz N'Albert, q'om non es pros qui ses colps tera pert. | I Un sirventès tinc intenció de bastir que trametré a en Sancho a Espanya, perquè amb el meu senyor em proposo desavenir-me perquè no m'acull en sa bona companyia; i no per ofensa ni per culpa que jo tingui, mes perquè ell creu que a l'arquebisbe plagui; i ja que li plau que jo me'n vagi d'amagat, em caldrà seguir la via d'en Robert. II ràpidament, perquè no puc romandre ni goso estar en pla ni en muntanya, ni tinc amic que amb ell em gosi retenir, comte ni vescomte ni comtor que en res em sigui favorable; per la qual cosa mon cor està entristit i descoratjat. I ja que el rei creu de mi [el que diu] la gent malvada, me'n vaig als turcs, i no li ho suportaré més, i no tindrà ningú més expert a fer-li mal. III I si o fos la bella que desitjo, que cada dia conquereix i guanya mèrit i els bells semblants que em fa -quan la contemplo tinc la impressió que ja mai no em mancarà goig-, cinc anys farà al mes de maig que em tindria el rei que té Bordeus i Blaia, malgrat aquells que em volen mal ocultament, dels tres senyors i d'En Dalmau de Biert. IV Al meu senyor puc ben parancejar i dir que no li resta al comtat de Cerdanya millor vassall; i al que em fa separar de la seva amistat Nostre Senyor el baldi. I vós, senyora, reina noble i afable, emperadriu, no cregueu que jo m'abstingui d'amar-vos, sinó que dic obertament que vostre vassall sóc en pla i en desert. V Rei castellà, cap a vós em volto i em giro, car feu daurat allò que altre sobirà estanya, i se us pot considerar el millor elegit que existeix des del Padrón fins a Alemanya; perquè sou noble allà on altre rei desmaia i valeu més com més se us posa a prova, perquè a tot el món teniu liberalitat oberta, i a qui més val, més béns li pertoquen. VI A mon Tristany, qui bé té i millor tingui, trameto mon cant, i si el guardó perdo, hauré seguit el rastre del llangardaix. VII Ah, Castellbò! Déu us doni tot el que us plagui i recordeu-vos dels quatre fills de n'Albert, que no és digne qui sense [donar] cops perd la terra. |

A continuació un partiment. Un debat escrit l'any 1190 en què Aimeric de Peguilhan li demana a Guillem de Berguedà que triï i defensi una de les dues opcions següents: si prefereix estimar i no ser estimat, o bé que l'estimin i que ell no correspongui. Evidentment, es traca d'un tipus de composició en què el trobador que defensa una de les dues opcions no se sent necessàriament identificat amb la tria; es tracta sobretot de mostrar un enginy superior al del contendent en els arguments que s'adueixen per tal de convèncer el públic.
| I De Berguedan, d'estas doas razos al vostre sen chausetz en la meillor, q'ieu mantenrai tant ben la sordejor q'ie·us cuich vensser, qui dreich m'en vol jutgar: si volriatz mais desamatz amar, o desamar e que fossetz amatz. Chausetz viatz cella que mais vos platz. II N'Aimeric, car auria sen de tos si eu lo mieills non chausia d'amor. Totz temps vuoill mais qe·m teignan per seignor e que desam e c'om mi teigna car; car en amor non vengui per musar ni anc no fui d'aqels desfansendatz: qe·l gazaing vuoill de dompnas e de datz. III De Berguedan, nuils hom desamoros al mieu semblan non a gaug ni honor; c'aissi cum sens val mais sobre follor, val mais qui serv e·n fai mieills ad honrar c'aicel qe vos penre e non donar. Per q'ieu vuoill mais esser paubres honratz c'avols manens e desenamoratz. IV N'Aimeric, tot enaissi o faitz vos cum fetz Rainautz qand ac del fruich sabor: que s'en laisser non per autra temor mas car non poc sus el cereis montar, e blasme·l fruich car aver ni manjar no·n poc; e vos etz ab lui acordatz, c'aisso que non podetz aver blasmatz. V De Berguedan, car vos etz malgignos cuidatz qe·z eu sia d'aital color. Non sui, q'en luoc de gauch pren la dolor; mas bos respieitz m'ajud'a sofertar, per qu'eu vuoill mais ses consegre enchaussar que conseguir so don non fos pagatz, car mil d'autres val us bens desiratz. VI N'Aimeric, mainz de gaillartz e de pros n'ai vistz faillir tot per aital error. Q'el cors de N'Ot del caval milsoudor en fo vencutz car no·l laisset brochar, que si de pim l'agues faich enansar, cel qe'l venqet fora pel sobratz: per c'om deu far, quan pot, sas volontatz. VII De Berguedan, cella q'ieu teing plus car vuoill mil aitans mais amar desamatz c'ab autra far totas mas volantatz. VIII Bar N'Aimeric, ja no·us cuidetz gabar: que s'amassetz aissi cum vos vanatz, no·us foratz tant de Tolosa loignatz. | I De Berguedà, d'aquestes dues opcions al vostre criteri escolliu la millor, que jo mantindré tan bé la pitjor que us penso vèncer, si se'm vol jutjar rectament: si preferiu més no ser amat i amar, o no amar i que fóssiu amat. Escolliu aviat aquella que més us plau. II N'Aimeric, car tindria seny de nen si no escollia el que és millor en amor. Sempre m'estimo més que em tinguin per senyor i que no ami i que hom em tingui afecte; perquè a l'amor no vaig venir per perdre temps ni mai no he estat d'aquells desenfeinats: que el guany vull en dames i en daus. III De Berguedà, cap home desamorós en la meva opinió no té goig ni honor; i així com el seny val més que la follia, val més qui serveix i es fa més honrat que aquell que vol prendre i no donar. Per la qual cosa m'estimo més ser pobre honrat que vil poderós i desenamorat. IV N'Aimeric, de la mateixa manera feu vós que va fer Renard quan del fruit tingué apetència: que se n'abstingué no per altre temor sinó perquè no pogué dalt del cirerer muntar, i blasmà el fruit perquè tenir ni menjar no el pogué; i vós amb ell us heu posat d'acord, que allò que no podeu haver blasmeu. V De Berguedà, com que vós sou maliciós us creieu que jo sigui del mateix color. No ho sóc, que en lloc de goig prenc el dolor; però bona esperança m'ajuda a suportar, perquè m'estimo més sense aconseguir encalçar que aconseguir allò que no em satisfaria, perquè com mil d'altres val un bé desitjat. VI N'Aimeric, molts de gallards i de nobles n'he vist fallar per tal error. Que en la cursa del cavall valuosíssim de n'Ot en fou vençut perquè no el deixà galopar, que si abans l'hagués fet avançar, el qui el vencé fora per ell sobrepassat: per tant hom ha de fer, quan pot, sa voluntat. VII De Berguedà, aquella que més aprecio m'estimo mil vegades més estimar i no ser estimat que amb altra fer tota la meva voluntat. VIII Baró n'Aimeric, ara no us proposeu fanfarronejar: que si estiméssiu tal com us envaniu, no us hauríeu allunyat tant de Tolosa. |

No hem d'oblidar la poesia amorosa de Guillem de Berguedà. En aquest cas es tracta d'una cançó d'una delicadesa que contrasta amb altres escrits amorosos del trobador en què el sexe directe domina el contingut. Aquests versos segueixen perfectament els cànons de la lírica trobadoresca, tot i que podem llegir algunes idees molt personals, per exemple, ja en la primera estrofa el trobador se'ns presenta com un enamorat al qual mai li minva l'amor que sent per la dama, sigui durant la primavera (quan sovint els altres trobadors parlen del naixement del seu amor que es correspon amb el revifament de la natura després del període hivernal), sigui durant l'hivern, que és un temps en què tot sembla alentir-se. Al llarg dels versos podem llegir la intensitat del seu amor i com no el canviaria per res ni per ningú —ni per la mítica ciutat síria d'Edessa—, i només troba a faltar una resposta de l'estimada que el té estranyat, ja que sembla que no correspon com ell voldria al seu amor. Aquest és el poema més famós de Guillem de Berguedà: consta en 14 Cançoners, el seu estrofisme fou imitat, i alguns dels seus versos foren coneguts i repetits per altres autors, com en els dos primers versos del poema de Jordi de Sant Jordi titulat «Passio amoris secundum Ovidium».
| I Qan vei lo temps camjar e refrezir, e non auch chans d'auzels, voutas ni lais que fassant bosc ni conbas retintir, ni fuoilla vertz no.i par ni flors no.i nais, per q'alz mendics trobadors e savais camja lor votz per l'invern qe.ls tayna, mas eu sui cel que no.m volv ni.m biais, tant ai de joi per freich ni per calina. II Amors mi saup plan a os ops chausir qe.m trames joi al cor, per q'ieu suis gais, e saup c'amar sabria e gauzir e gen parlar don midonz valgues mais, e comenssar ardidamen asais, so q'ad amor es veraia mezina; e parec ben qan la bella.m de.l bais, don non envei duchessa ni reina. III Ab entresseins qe.m fetz, qu'eu non aus dir, mi fetz plus gauch que qi.m dones Roais; mas non per tant q'ieu no.il aus descobrir, que mandat m'a que no'm hiesca del casi mas en chantan, et d'aisso no m'eslais; que cen chantars n'ai faitz en tremolina, e tals mil motz q'enqer un non retrais, ni no.m sove co.is mou ni cum s'afina. IV E vos, dompna, c'avetz faich obezir vostre ric pretz als pros et als savais, pensatz de mi, e no.m laissetz morir, e sostenetz una branca dl fais; c'amars ses pros non es fruitz que engrais, c'al plus cortes fai magrezir l'esquina. E pois vos plac q'az amar vos m'atrais, be.m degratz dar de vos luoc et aizina. V E per so prec celliei qe.m fai languir qe.m fassa tant que ma dolor m'abais, dond pert maint jorn lo manjar e.l dormir, alqes per joi et alqes per esmais, e non per tant c'anc no.m menti ni.m trais: tant tem l'amor qe.m ren en disciplina! E s'il tant fai que d'amar mi se lais, l'arma.is n'ira vergoignosa et enclina. VI Chansoneta, si.us saupesses formir d'intrar en cort o offrir en palais et a parlar ab midonz, cui desir, pregera vos, que coit m'es et ais, a la bella, cui soi fis e verais, m'anassetz dir, puois tanta gens l'aclina, qe.il mieiller es del mon e que val mais: meraveil me cum mon cor no devina. | I Quan veig el temps canviar i refrescar, i no sento cants d'ocells, cadències ni modulacions que facin el bosc i les comes retentir, ni fulla verda no apareix ni flor no neix, per la qual cosa als trobadors roïns i miserables canvia la seva veu per l'hivern que els amoïna, però jo sóc aquell que no em tombo ni m'esbiaixo, tinc tan de goig pel fred com pel calor. II Amor em sabé triar bé a son profit quan em trameté goig al cor, per això estic content, i sabé que sabria amar i gaudir i gentilment parlar perquè ma dama valgués més, i començar ardidament assaigs, que és per amor la vera medicina; i sembla clar quan la bella em dona el bes, per això no desitjo duquessa ni reina. III Amb els senyals que em feu, que jo no goso dir, em feú més goig que si em donés Edessa; però no tant que jo li gosi descobrir, que m'ha manat que no em surti de la boca sinó cantant, i que en això no m'excedeixi; que cent cantars he fet tot tremolant, i mil mots dels quals no n'he divulgat ni un, i no em recordo com comencen i com acaben. IV I vós, senyora, que heu fet obeir vostre ric mèrit als nobles i als vils, penseu en mi, i no em deixeu morir, i sosteniu una branca del feix; perquè amar sense profit no és fruit que engreixi, que al més cortès li fa amagrir l'esquena. I ja que us plagué atreure'm a amar-vos, bé em deuríeu donar prop de vós lloc i avinentesa. V I per això prego a aquella que em fa llanguir que em faci tant que mon dolor s'abaixi, pel qual perdo molts dies el menjar i el dormir, de vegades per goig i altres per decandiment, e no perquè alguna vegada no em mentís ni em traís: tant temo l'amor que em té turmentat! I si arriba el punt que d'amar em deixi, l'ànima d'ella se n'apartarà vergonyosa i afligida. VI Cançoneta, si us sabéssiu espavilar per entrar en la cort o oferir-vos en palau i per parlar amb la meva senyora, a qui desitjo, us pregaria, que per mi és pressa i angoixa, que a la bella, de qui sóc fidel i veraç, anéssiu a dir, ja que tanta gent la revereix, que és la millor del món i la que val més: em meravella com mon afecte no endevina. |

I per acabar, aquesta mostra singular de la poesia de Guillem de Berguedà: una divertida tençó (1185) del trobador amb una oreneta, que, com veureu, és la missatgera d'una dama que a través de l'ocell es mostra força atrevida.
| I Arondeta, de ton chantar m'azir: qe vols, qe qers, qe no.m laissa durmir? Enojat m'as e non sai qe responda, q'ieu non fui sans pos qe passei Gironda; e qar no.m ditz o salutz o messatge de Bon Esper, non entent ton lengatge. II Segnier amics, cochan fez me venir vostra domna, qar de vos ha dezir, e s'ella fos, si com ieu sui, yronda ben ha dos mes q'il vos for'al esponda; mas qar no sap lo pais ni.l viatge, m'enviet sai saber vostre coratge. III Arondeta, miels ti degr'acuillir e plus honrar et amar e servir. Cel Dieus vos salf qi tot lo mond vironda, qi formet cel e terr'e mar prionda; e s'ieu hai dig vas vos nuil vilanatge, per merce.us prec que no.m torn a dampnatge. IV Segner amics, qi.m fez vas vos venir, vostra domna,. m fes jurar e plevir qe vos membres la fibla de la gonda e.l anel d'aur, q'es be obs qe s'esconda, e qant vos mes la bona fe en gatge ab un baizar qe n'agues d'avantage. V Arondeta, del rei no.m posc partir q'a Tholoza no.l.m convenga seguir; mas ben sapchaz Mon Jordan, cui qe.n gronda, en mei lo prat, pres l'aiga de Garonda, derocarai davan totz en l'erbatge, e non cug dir orgoil ni vilanatge. VI Segner amics, Dieus vos lais ademplir vostre talan, q'a mi non pot fallir, quan m'en irai, q'om no.m per l'o no.m tonda, ........................................... e qant sabra q'es en estrangn regnatge, ben l'er al cor greu e fer e salvatge. | I Oreneta, el teu cant m'enfurisma: què vols? què cerques? que no em deixes dormir? M'has enutjat i no sé què respondre, perquè jo no he estat sa des que vaig travessar Gironda; i com que no em dius salutació o missatge de Bon Esper (Bona Esperança), no entenc ton llenguatge. II Senyor amic, ràpidament em feu venir la vostra dama, perquè té desig de vós, i si ella fos, com ho sóc jo, oreneta, ja fa dos mesos que us fora a l'espona; però com que no sap el país ni la ruta, m'ha enviat ací per saber la vostra intenció. III Oreneta, millor t'hauria d'acollir i honrar-te i estimar-te i servir-te més. Que us salvi el Déu que tot el món corona, que formà cel i terra i mar profunda; i si jo us he dit alguna vilania, per favor us demano que no se'm torni dany. IV Senyor amic, qui em feu venir a vós, Vostra dama, em feu jurar i prometre que us recordés la sibella de la gonella i l'anell d'or, que convé que s'amagui, i quan us va posar la bona fe en penyora amb un bes que tinguéreu per avançat. V Oreneta, del rei no em puc separar perquè a Tolosa em convé seguir-lo; però bé sap mon Jordan, que encara que algú rondini, al mig del prat, prop de l'aigua del Garona, el derrocaré davant tots sobre l'herba, i no crec dir jactància ni vilesa. VI Senyor amic, Déu us deixi complir vostre desig, que jo no podré evitar, quan me'n vagi, que em pelin o em plomin, ......................................... i quan sabrà que esteu en regne estrany, li'n patirà son cor fer i salvatge. |

## Miscel·lània
L'any 1985, la companyia ACE Soft (amb col·laboració de la Generalitat de Catalunya), va publicar una aventura conversacional anomenada Guillem de Berguedà basada en les aventures del trobador català per a ZX Spectrum, Amstrad CPC, Commodore 64 i MSX. Destacar que es tracta de l'únic videojoc d'Spectrum editat en català.
L'any 2003 el cantant Francesc Ribera, Titot, va treure el disc Guillem de Berguedà, en el que es troba l'obra completa del trobador traduïda i musicada.